# Solenopsis wasmannii
Solenopsis wasmannii är en myrart som beskrevs av Carlo Emery 1894. Solenopsis wasmannii ingår i släktet eldmyror, och familjen myror.

## Underarter
Arten delas in i följande underarter:
- S. w. transformis
- S. w. wasmannii

## Bildgalleri

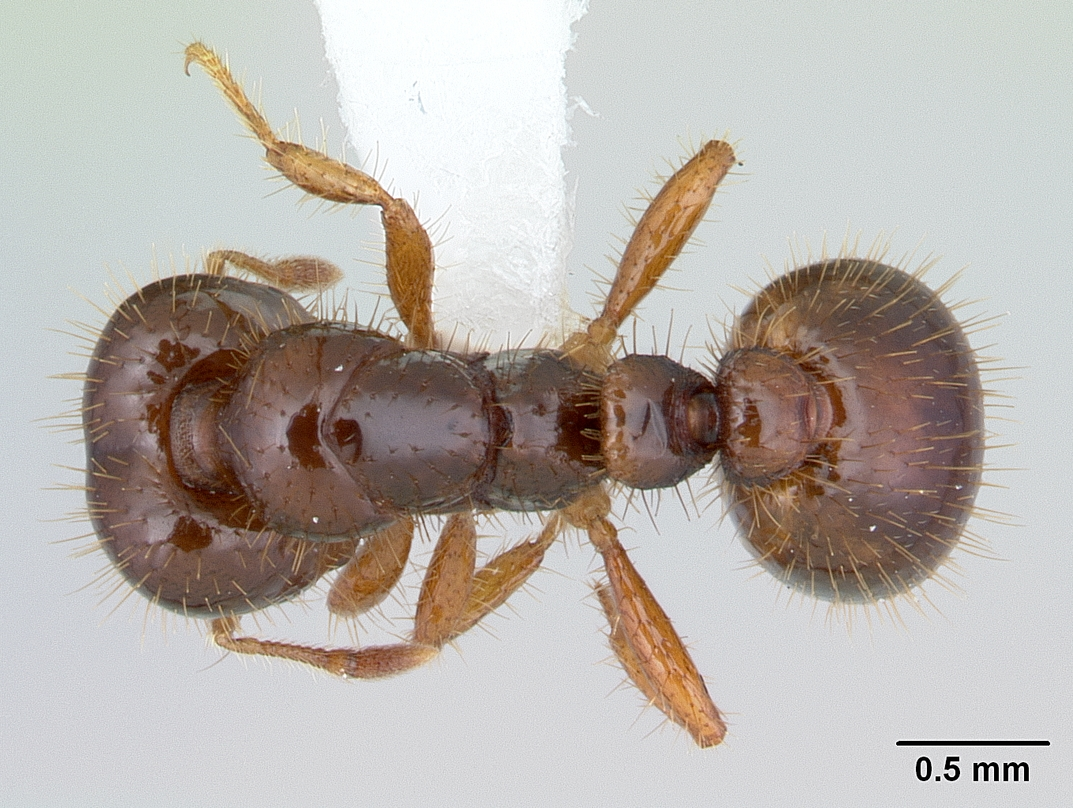
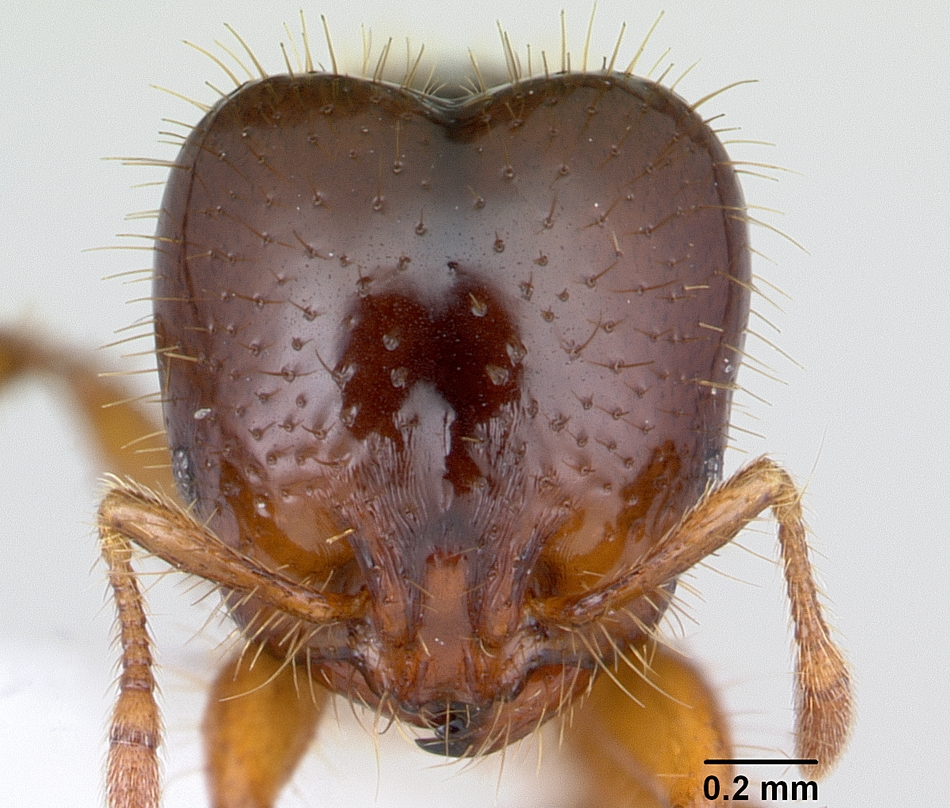
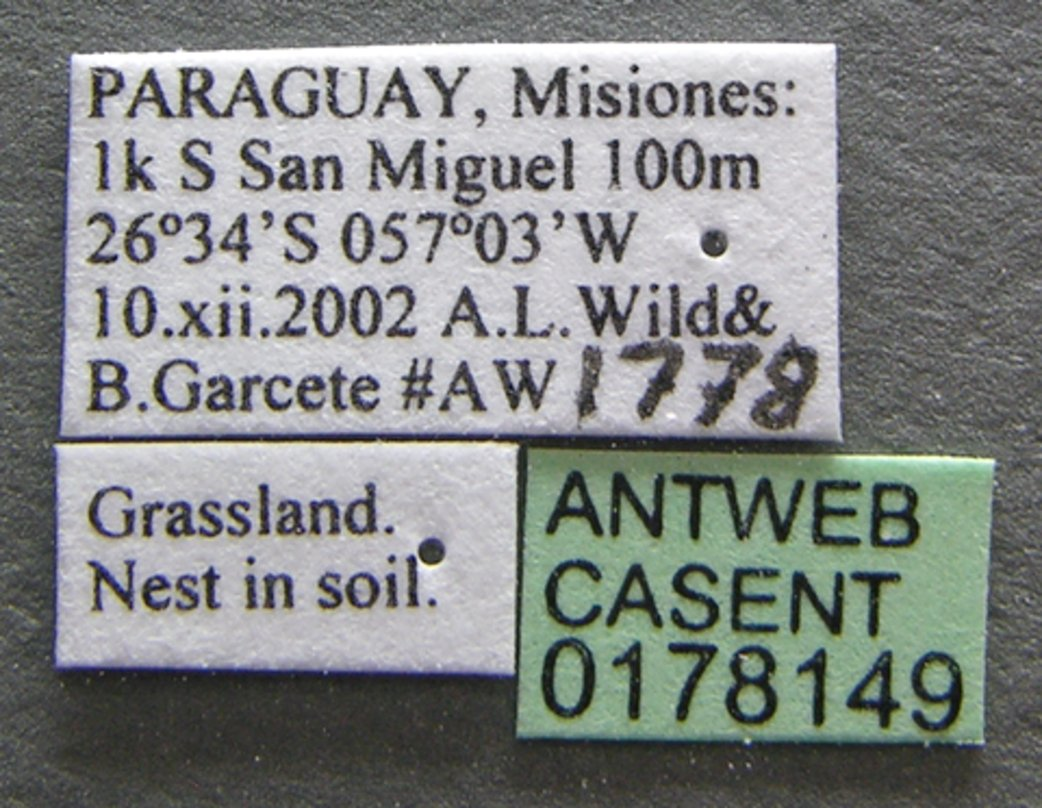
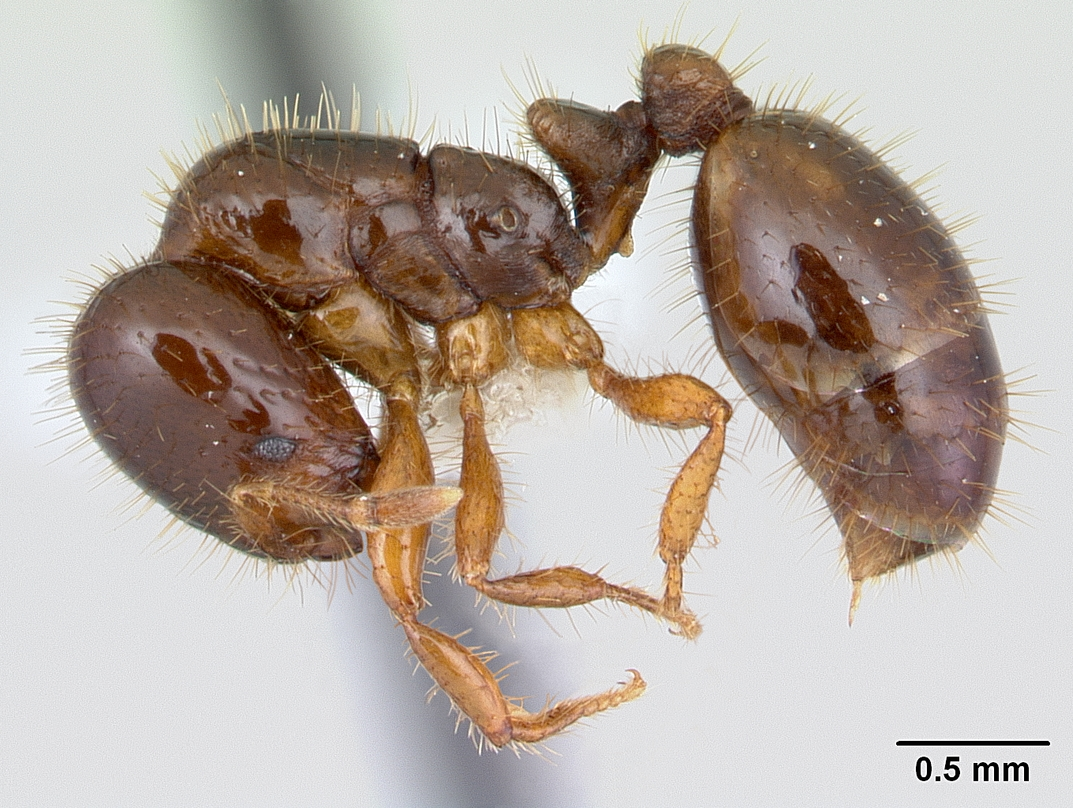
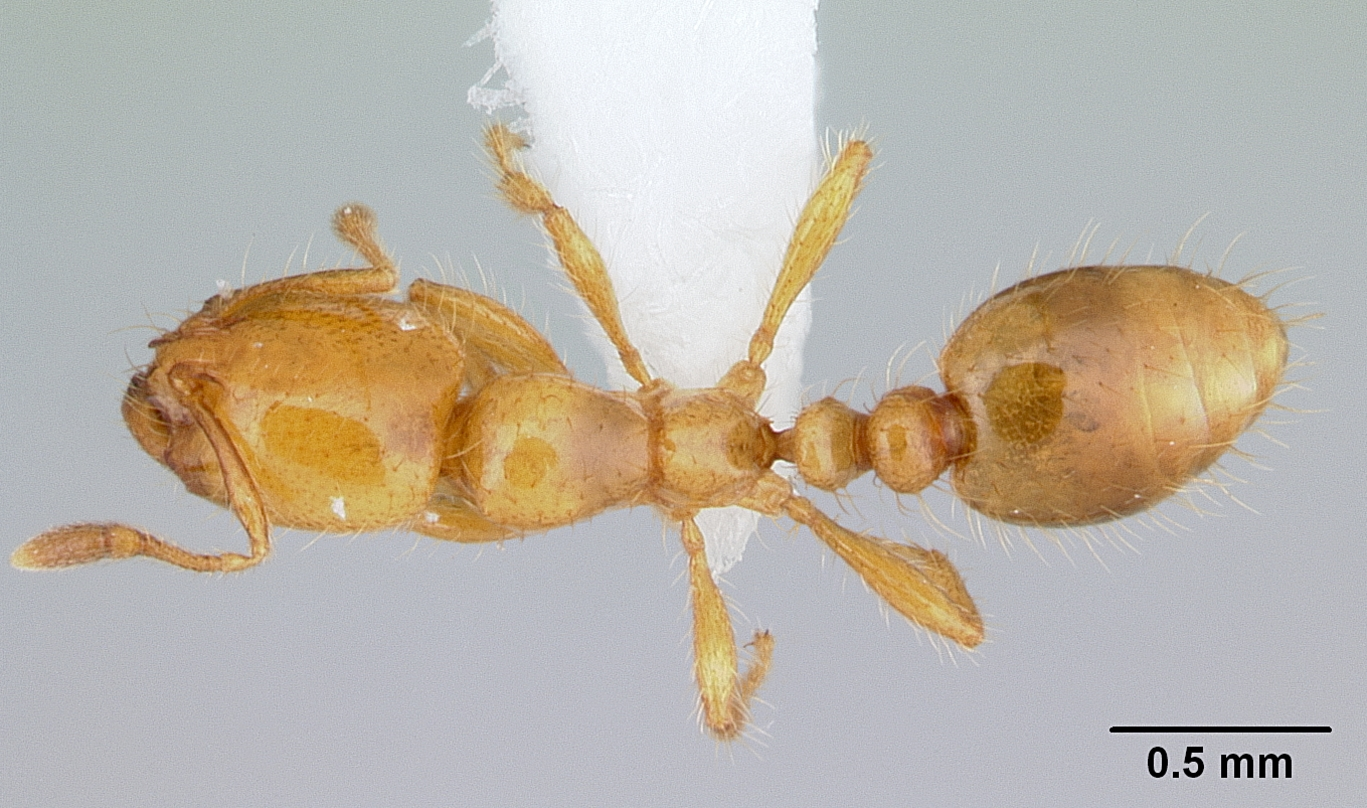
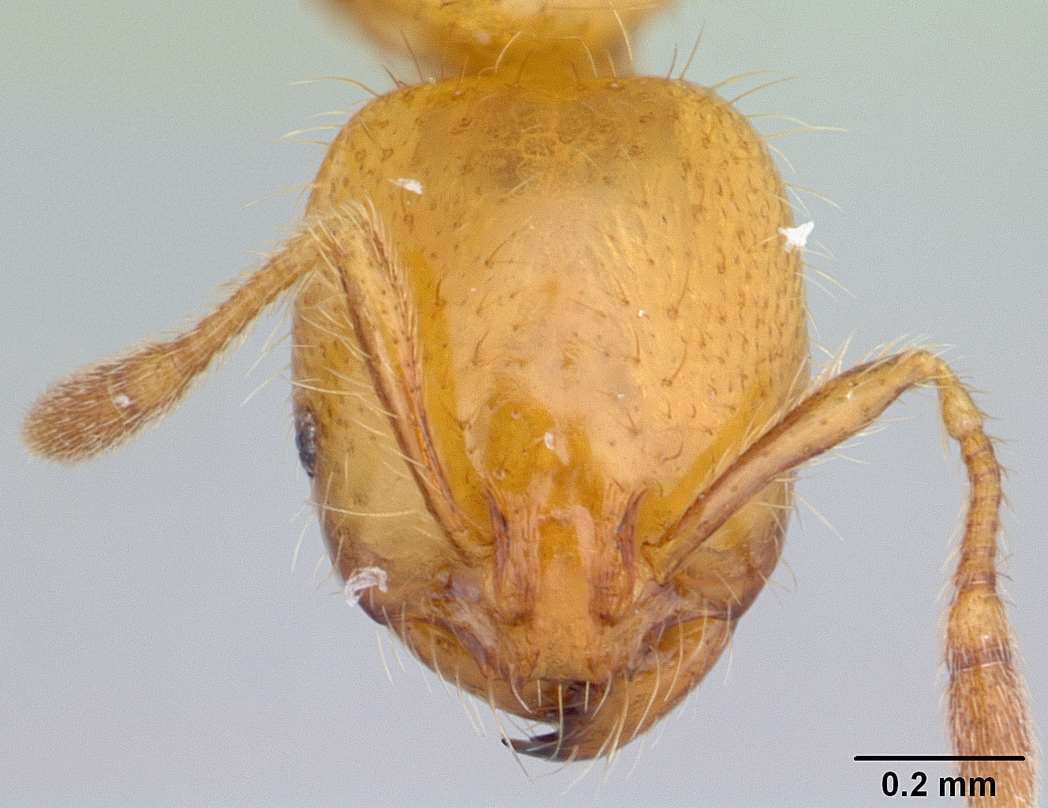